# Iosif Pop Silaghi
Iosif Pop Silaghi, oklevélben Illésfalvi Pap-Szilágyi József (Értarcsa, Bihar megye, 1813. április 13. – Nagyvárad, 1873. augusztus 15.) román teológiai doktor, a Nagyváradi görögkatolikus egyházmegye püspök, a főrendiház tagja.

## Élete
Értarcsán született, ahol édesapja akkor lelkész volt. Iskoláit Nagyváradon végezte. 1830-ban a papi pályára lépett és mint a Nagyváradi görögkatolikus egyházmegye növendéke a hittudományok hallgatása végett Bécsbe ment, ahol mint harmadéves kispap a bibliai tantárgyakból a szigorlatot letette. A teológiai tanfolyam végeztével, szigorlatait folytatandó, beiratkozott a bécsi Hippói Szent Ágostonról nevezett felsőbb papnevelő, ahol 1837-ben teológiai doktorrá avatták. Időközben, 1836. augusztus 27-én Nagyváradon pappá szentelték. 
Megyéjébe visszatérvén, előbb a püspökmegyei hivatalnál nyert alkalmazást, majd hat hónapig a görögkatolikus román ifjúságot vezérelte aligazgatói minőségben. Innen ismét a megyei hivatalhoz került szentszéki jegyzőnek, és ez időben nevezték ki szentszéki ülnöknek is. A püspöki széknek Samuil Vulcan püspök 1839-ben történt halála által való megüresedésével, előbb Radnóthy, ennek halálával pedig Cornely vikárius mellett három évig mint titkár működött. 1842-ben az új püspök, Erdélyi Vazul is megtartotta őt ezen hivatalában maga mellett; 1845-ben kanonok és a püspöki iroda igazgatója, 1848-ban egyházmegyei iskolai felügyelő, 1850-ben iskolai tanácsos, a görögkatolikusok részéről nagyváradi tankerületi főigazgató és a görögkatolikus intézetbeli ifjúság vezetője lett. Ugyanebben az évben iskolai kanonokká lépett elő, 1854-ben lett éneklő kanonok. 
Minden törekvését a népnevelésre fordította, már mint iskolai felügyelő több népiskolát építtetett és nagy költséggel felszerelt. A belényesi román gimnáziumot nyolc osztályúvá alakította, s mint püspök a tanárok fizetéséhez sajátjából évenként 600 forinttal járult hozzá. Mint a román fiúnevelő igazgatója 120 ifjút táplált ezen intézetben, akiknek majdnem fele idegen ajkú, nem román, többnyire előkelő családok sarja volt. 1850-ben és az azt követő években nagy buzgalmat fejtett ki a balázsfalvi görögkatolikus érsekség újbóli életbeléptetésének és a Szamosújvári és Nagyváradi görögkatolikus egyházmegye létesítése kieszközlésében. 
Mint román hazafi is sikeresen működött közre nemzete fölvirágoztatásán és hazája jólétén. A megyei gyűléseken mind 1848 előtt, mind az októberi diploma után szónoklataival tűnt fel; az 1847–48-as országgyűlésen káptalanját ő képviselte. 1852-ben mrgalapította a nagyváradi román tanulóifjúság olvasótársulatát, amely az ő felügyelete alatt állott. Őfelsége a császár 1854-ben a Ferenc József-rend kiskeresztjével, 1857-ben pedig a Szent Pantaleonról címzett apátsággal tüntette ki. Erdélyi Vazul báró halála után az új püspök kinevezéséig a püspöki megye kormányzását társai rá bízták, míg az uralkodó az Apostoli Szentszék jóváhagyásával 1862. november 1-jén nagyváradi püspökké ki nem nevezte. 
Működéséből megemlítendő azon emlékirata, amelyet a pápának nyújtott át a keleti egyháznak a nyugatival való egyesítése érdekében. Rómában tartózkodásakor a Quiritesek római tudós társasága irodalmi érdemeinek elismeréséül tagjainak sorába választotta. Megyéjében sok templom szükségleteit sajátjából fedezte; miközben közel 400 román családot térített át a görögkatolikus vallásra, azokat templomi ruhákkal, könyvekkel és szent edényekkel bőven ellátta. 1873-ban hunyt el Nagyváradon; összes vagyonát, százezer forinton felül, egyházmegyei célokra hagyta.
Cikkei a Religio és Nevelésben (1843. II. 3. sz. Vulkán Sámuel görög szertartású egyházmegyei püspök, 1843. II. 3. Erdélyi Vazul görög szert. nagyváradi püspök beiktatása).

## Munkái
- Scurta istoria a credintiei Romaniloru. Nagyvárad, 1845 (A románok hitének rövid története)
- Enchiridion juris ecclesiae orientalis. uo., 1861
- Catechismusu unirei toturora romaniloru. uo., 1864 (Az összes románok uniójának kátéja)

Fölemlítendők még püspöki pásztorlevelei.

## Kéziratban
- Codex canonum ecclesiae orientalis, amit a római curiához küldött be.